# Résistance à l'usure d'un marquage routier
La résistance à l'usure d'un marquage routier, ou résistance au choc à froid, est un paramètre obtenu par un essai de laboratoire, et qui permet de caractériser la résistance à l’usure aux basses températures du produit utilisé pour le marquage.

## Descriptif de l’essai[1]
Le principe de l'appareil utilisé a été défini par Tröger et l'essai est réalisé à une température de –10 °C.
L'usure est produite par un canon à aiguilles à air comprimé, de l'air à – 10 °C étant projeté en continu sur l'échantillon du produit.
La masse de matériau retiré par abrasion est enregistrée par pesée de l'échantillon avant et après l'essai et convertie en une diminution de volume.